# Teratocephalus terrestris
Teratocephalus terrestris är en rundmaskart som först beskrevs av Butschli 1873.  Teratocephalus terrestris ingår i släktet Teratocephalus och familjen Teratocephalidae. Arten är reproducerande i Sverige. Inga underarter finns listade i Catalogue of Life.